# Istocheta sublutescens
Istocheta sublutescens là một loài ruồi trong họ Tachinidae.